# Peter Wysk
Peter Wysk  (* 18. Oktober 1955) ist ein deutscher Jurist. Er war von Oktober 2009 bis Juli 2021 Richter am Bundesverwaltungsgericht (BVerwG) und arbeitet als Rechtsanwalt in Hamburg.

## Leben
Nach Studium und Referendariat war Peter Wysk ab Juni 1987 Wissenschaftlicher Mitarbeiter bei Hermann Dilcher an der Juristischen Fakultät der Ruhr-Universität Bochum. Ende 1987 begann er dann seine richterliche Tätigkeit am Verwaltungsgericht Gelsenkirchen, zunächst als Richter auf Probe, bis er 1990 zum Richter am Verwaltungsgericht ernannt wurde. 1992 wurde er dann promoviert. Zu Beginn des Jahres 1995 wurde er an das Oberverwaltungsgericht für das Land Nordrhein-Westfalen abgeordnet und Ende des Jahres dorthin versetzt und zum Richter am Oberverwaltungsgericht ernannt. Am Oberverwaltungsgericht in Münster war er unter anderem mit Luftverkehrsrecht und anderen Bereichen des Planungsrechts befasst.
Am 6. Oktober 2009 trat er seinen Dienst als Bundesrichter am Bundesverwaltungsgericht, Deutschlands höchstem Gericht der Verwaltungsgerichtsbarkeit an. Wysk war Mitglied des 3. Revisionssenats des Gerichtes. Der Senat ist unter anderem für Gesundheitsverwaltungsrecht, Lebensmittelrecht, Verkehrsrecht einschließlich Luftverkehrsrecht, das Recht der Land- und Forstwirtschaft, das Jagd- und Fischereirecht und das Eisenbahnkreuzungs- und -planungsrecht zuständig.
Neben seiner beruflichen Tätigkeit lehrt Peter Wysk seit 1996 zunächst als Lehrbeauftragter an der Ruhr-Universität Bochum, seit 2005 Verwaltungs- und Verwaltungsprozessrecht an der Juristischen Fakultät der Humboldt-Universität zu Berlin. Dort hat er sich Anfang 2019 mit einer Schrift über den Ausbau der zivilen Flughäfen habilitiert und ist zum Honorarprofessor der Humboldt-Universität bestellt worden. Er ist Mitglied des Kollegiums der Europäischen Akademie zur Erforschung von Folgen wissenschaftlich-technischer Entwicklungen (Projekt: Leben mit Lärm?). Mit Ablauf des 31. Juli 2021 trat Wysk in den Ruhestand. Seit August 2021 ist Wysk als Rechtsanwalt und Of Counsel bei  cmk Maaß Vogt Rechtsanwälte in Hamburg tätig.

## Veröffentlichungen
- Wysk, Peter: Rechtsmißbrauch und Eherecht. Gieseking Verlag, Bielefeld 1994, ISBN 3-7694-0248-0
- Grabherr/Reidt/Wysk: Luftverkehrsrecht. Kommentar. Loseblattsammlung, C.H. Beck, München, ISBN 978-3-406-329-128 ff.
- Wysk, Peter (Hrsg.): Verwaltungsgerichtsordnung, Kommentar, 3. Aufl., C.H. Beck, München 2020, ISBN 978-3-406-74951-3
- Wysk, Peter: Behördliches Einschreiten und individuelle Schutzansprüche gegen zugelassenen Luftverkehr. In: Ziekow (Hrsg.): Aktuelle Fragen des Luftverkehrs-, Fachplanungs- und Naturschutzrechts (2006), S. 41
- Wysk, Peter: Luftverkehr. In: Ziekow (Hrsg.): Handbuch des Fachplanungsrechts, 2. Aufl. 2014, C.H. Beck, München, ISBN 978-3-406-61858-1
- Wysk, Peter: Fluglärm. In: Hobe/von Ruckteschell (Hrsg.): Kölner Kompendium Luftrecht, Band 2, Carl Heymanns Verlag, Köln 2009, ISBN 978-3-452-26667-5
- Planfeststellungsrecht, in: Kopp/Ramsauer, Verwaltungsverfahrensrecht: VwVfG, Kommentar, 24. Aufl. 2023, C.H. Beck, München, ISBN 978-3-406-80460-1
- Lärmminderungsplanung, in: Giesberts/Reinhardt, Umweltrecht, 2. Aufl. 2018, Kommentar, C.H. Beck, München, ISBN 978-3-406-71657-7